# Bombardement de l'abri d'Amiriya
Le bombardement de l'abri d'Amiriya a lieu le 13 février 1991 lors de la guerre du Golfe. Commis par l'aviation américaine, il cause la mort de centaines de civils irakiens réfugiés dans cet abri antiaérien.

## Déroulement
Les bombardements de la coalition sur le Koweït et l'Irak avaient commencé dans la nuit du 16 au 17 janvier 1991. Vers 4 heures 30 du matin, le 13 février 1991, deux avions américains F-117 Nighthawk ont ciblé l'abri d'Amiriya, dans la banlieue de Bagdad, qui avait déjà servi lors de la guerre Iran-Irak. Les deux avions furtifs ont largué deux bombes GBU-27 Paveway III (en) guidées par laser, la première perforant le plafond en béton armé, et la seconde brûlant instantanément les occupants de l'abri.
Les autorités militaires américaines ont tenté de justifier cette opération en présentant l'abri comme un centre de commandement de l'armée irakienne,.
Selon le rapport publié en 1991 par Human Rights Watch, le bombardement d'Amiriya aurait tué 200 à 300 civils. Robert Fisk fait lui état d'un bilan plus lourd : au moins 400 morts, âgés de 7 mois à 75 ans. L'odeur de chair brûlée dominait encore quelques mois après le bombardement.

## Réactions
Le bombardement a été condamné par la Jordanie voisine, le Soudan et l'Algérie, et l'Espagne a demandé une enquête internationale. Sur place, les autorités irakiennes ont fait de l'abri dévasté un mémorial.